# 佩德罗索德亚西姆
佩德罗索德亚西姆，是西班牙埃斯特雷马杜拉卡塞雷斯省的一个市镇。总面积33平方公里，总人口107人（2001年），人口密度3人/平方公里。